# Santa María (F-81)
La fragata Santa María (F81) es una de las seis fragatas de la Armada Española que conforman la Clase Santa María, siendo la cabeza de su serie y la que le da nombre. Hereda su nombre en honor de la nao con la que Cristóbal Colón llegó a América, si bien el nombre que inicialmente se le había asignado era León, siguiendo el sistema empleado en sus antecesoras, las clase Baleares, de utilizar nombres de las regiones españolas preautonómicas.

## Diseño y construcción

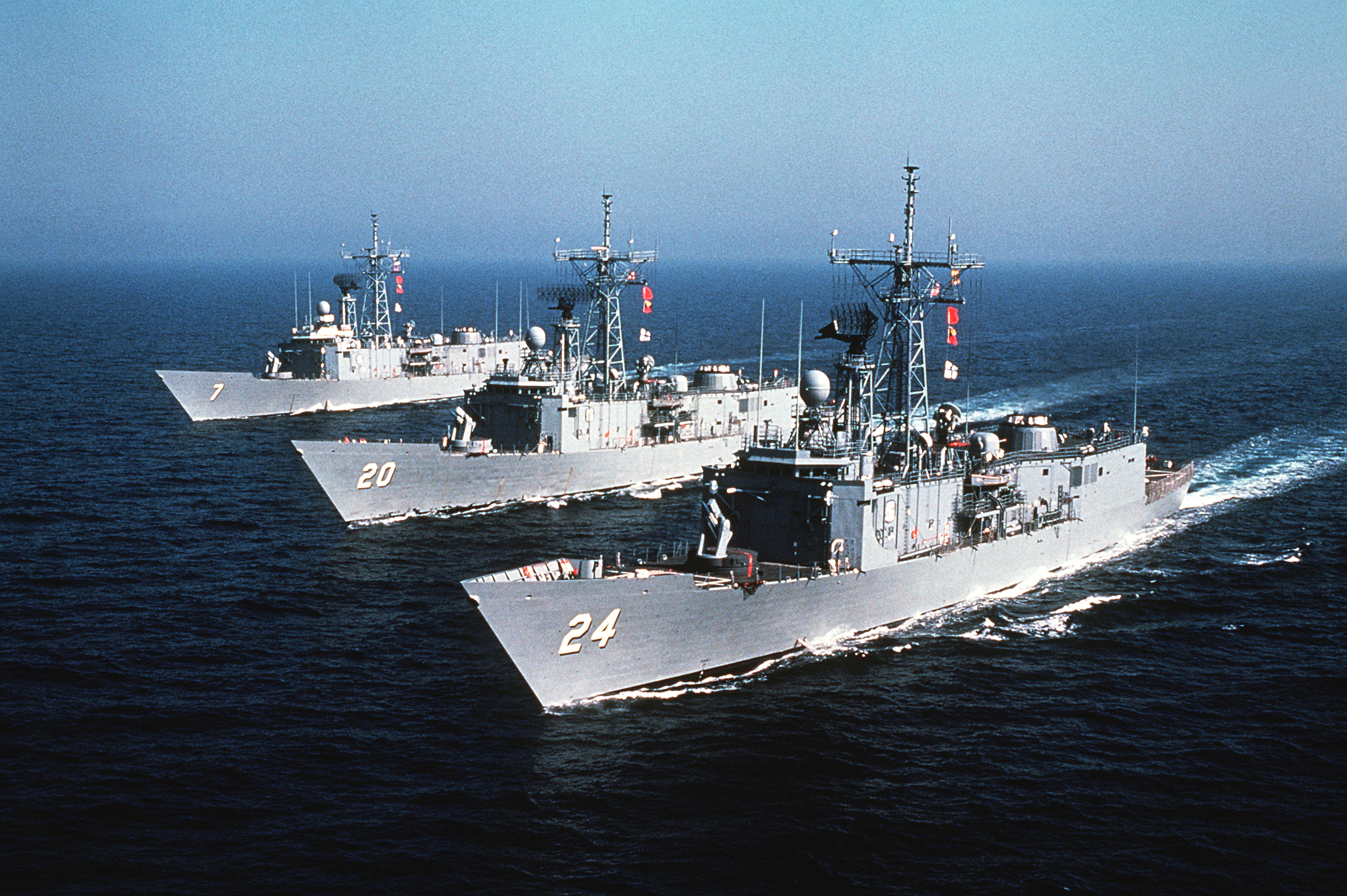
Tres fragatas estadounidenses de la clase Oliver Hazard Perry en la que se basó el diseño de la clase Santa María. Los buques son el USS Oliver Hazard Perry (FFG-7), el USS Antrim (FFG-20) y el USS Jack Williams (FFG-24). Imagen de 1982.

La clase Santa María parte de la clase Oliver Hazard Perry, que ha sido quizá la clase más numerosa construida después de la Segunda Guerra Mundial. Debía reemplazar a las naves de la clase Knox (en España, clase Baleares).
Estos barcos están reforzados con aluminio en los depósitos de municiones, con acero en la zona que alberga los motores y con kevlar en las estaciones electrónicas y de mando. Como defensas dispone de un sistema de tiro holandés Mk 92 que puede lanzar y guiar un solo misil (a lo sumo dos si es contra el mismo blanco). Además dispone de un cañón de 76 mm de tiro rápido y de un sistema antimisiles Meroka de 20 mm. Con esta configuración, la fragata estaba principalmente destinada a la lucha antiaérea y antibuque (en forma de misiles Harpoon); para la lucha antisubmarina se la dotó de un sonar remolcado tipo TACTAS y dos hangares para transportar sendos helicópteros medios SH-60 Seahawk.
Estas fragatas fueron muy populares y se exportaron o fabricaron en países como Australia, Turquía o Taiwán. En el caso español se comprobó que no eran necesarios dos hangares para helicópteros, pues solían llevar un solo aparato. Por este motivo, las Álvaro de Bazán llevan una sola puerta, destinando el espacio sobrante a otros fines.
Forma parte de la 41.ª Escuadrilla de Escoltas junto con las otras 5 fragatas de su misma clase. con esta escuadrilla, desde 1988 con el Portaaviones Príncipe de Asturias y otras unidades navales según configuración estuvo integrada en el llamado grupo alfa de la armada española, hasta la disolución del mismo en 2002, dependiendo desde entonces de forma directa del almirante de la flota. Su puerto base es la Base Naval de Rota.

## Historial

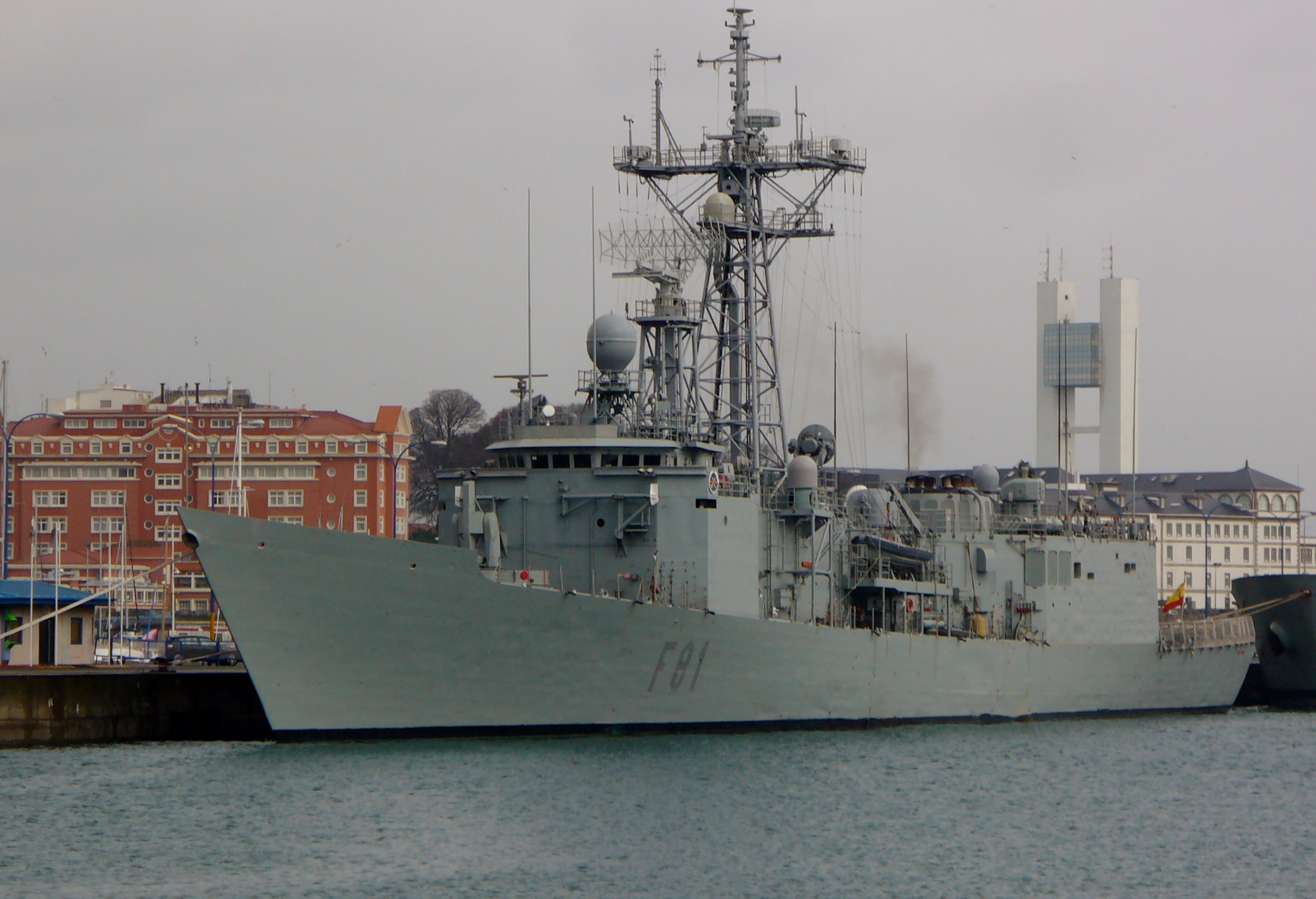
Fragata Santa María (F 81), cabeza de la clase Santa María, en el 2007.

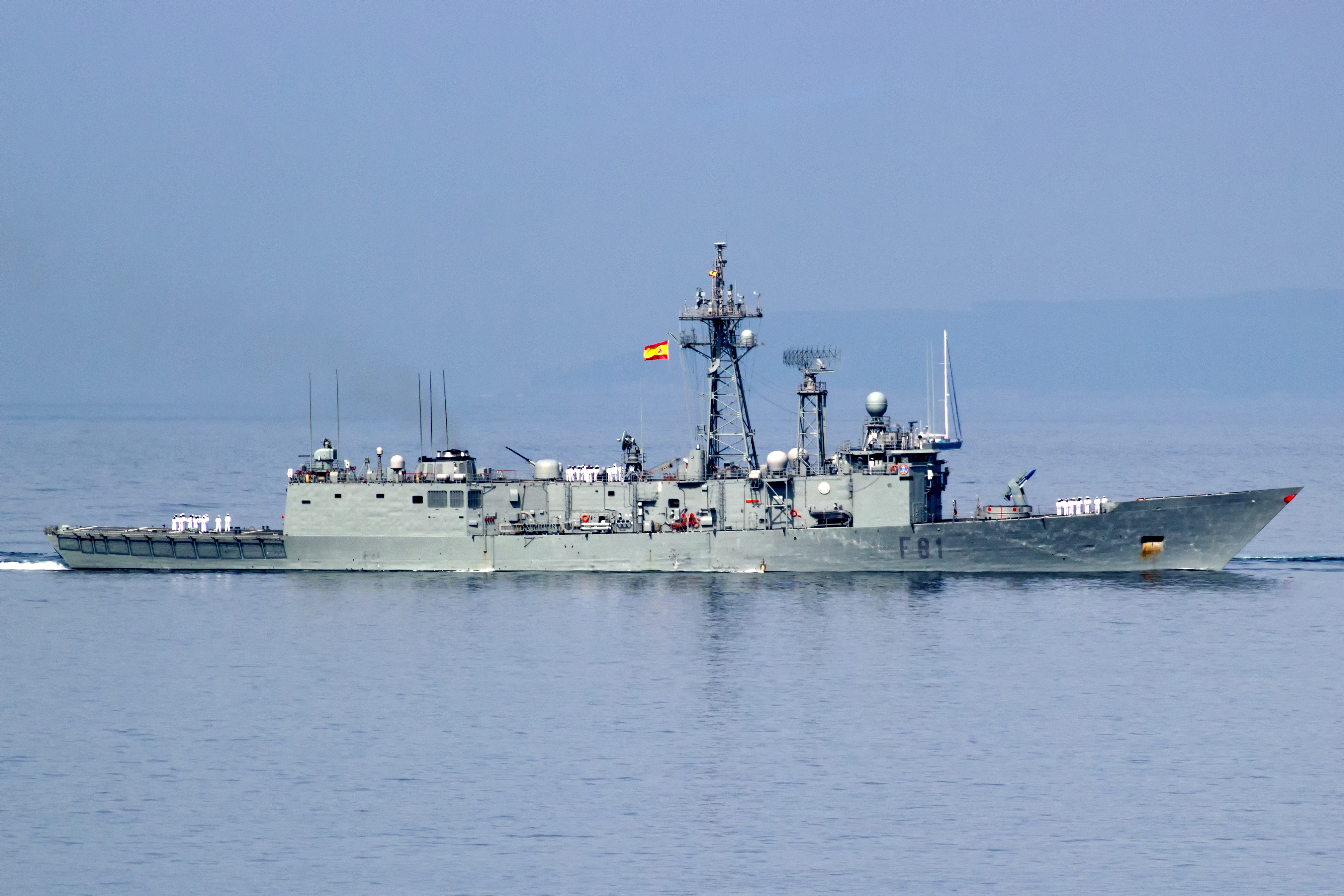
La Santa María navegando en 2017.

Tras su entrega a la Armada, en un principio, se la destinó a tareas de control de las aguas del estrecho de Gibraltar. En 1990, fue enviada al Golfo Pérsico junto con las corbetas de Clase Descubierta Descubierta (F-31)  y Cazadora (F-35)  tras la invasión de Kuwait  por parte de Irak en misión de vigilancia y bloqueo cumpliendo mandato de la ONU.
El 15 de junio de 2002, falleció en Kenia el cabo 1º Antonio Rois Pérez perteneciente a la dotación de la fragata, que en esos momentos, estaba integrada en la operación Libertad Duradera. Posteriormente, en el año 2003, en el transcurso de la misma operación, evacuó un herido del mercante alemán Conti Shanghai en el golfo de Adén, donde había relevado a la fragata Reina Sofía (F-84), retornando a su base de Rota el 12 de noviembre de 2003.
Participó en UNITAS 2007 organizadas por la Armada Argentina y que contó con la participación de buques de Estados Unidos, Argentina, Brasil, Chile, Perú y España, en el que buques y aeronaves de diferentes países sudamericanos y los Estados Unidos realizan diversos ejercicios de adiestramiento. Siendo el único país europeo invitado a tomar parte en estos ejercicios anuales partiendo el 5 de abril de su base de Rota.
Recientemente, se le sometió a una extensa actualización de sistemas, para mantenerla un nivel operativo conforme a los nuevos tiempos que se aprobó en mayo de 2005 y para conseguir que se mantengan operativas hasta 2030. El 20 de abril de 2011, zarpó desde la Base naval de Rota, con rumbo al Golfo de Adén para dar relevo a la fragata Canarias en la operación Atalanta de la Unión Europea para la lucha contra la piratería en la zona, regresando a su base el 21 de septiembre de 2011. En septiembre de 2012, participó en el ejercicio de cooperación en seguridad marítima Seaborder-2012 en aguas de la Bahía de Cádiz, en el que participaron unidades de Argelia, Italia, Libia, Marruecos, Portugal, España y Túnez.
Desde el 29 de abril al 7 de noviembre de 2016 permaneció desplegada en el océano Índico y golfo de Adén en la operación Atalanta de lucha contra la piratería en la que por primera vez, la Armada desplegó los vehículos aéreos no tripulados de la 11.ª Escuadrilla de Aeronaves.
Durante su despliegue en la operación Atalanta, el 24 de junio de 2020, la  realizó un ejercicio conjunto junto a la corbeta egipcia El Suez (F-946) mientras cruzaba el mar rojo con destino a Yibuti desde su base en Rota.
En su amarre en Rota sufrió en el hangar un incendio en octubre de 2022 que no dejó bajas. El 15 de diciembre de 2023, la Santa María rastreó al submarino ruso Ufa de la clase Kilo cuando el sumergible navegaba por la zona económica exclusiva atlántica de España. En el marco de la operación Atalanta participó en labores de vigilancia de un pesquero chino secuestrado en aguas del Golfo de Adén. La empresa propietaria del buque informó el 10 de diciembre de 2024 su negativa a pagar el rescate, miemtras que empresarios de Puntlandia (donde está registrado el buque) tratan de mediar para llegar a una solución pacífica. 

### Buques de la clase
- Victoria
- Numancia
- Reina Sofía
- Navarra
- Canarias

### Buques similares
- Clase Oliver Hazard Perry
- Clase Adelaida
- Clase Cheng Kung